# Fukomys ochraceocinereus
Fukomys ochraceocinereus är en däggdjursart som först beskrevs av Theodor von Heuglin 1864.  Fukomys ochraceocinereus ingår i släktet Fukomys och familjen mullvadsgnagare. IUCN kategoriserar arten globalt som livskraftig. Inga underarter finns listade i Catalogue of Life. Wilson & Reeder (2005) skiljer mellan två underarter. Det svenska trivialnamnet gul jordgrävare förekommer för arten.
Arten förekommer i centrala Afrika från östra Kamerun till Uganda och nordvästra Kenya. Den vistas i savanner, i trädgrupper och besöker odlingsmark. Individerna lever främst underjordisk och de är sociala.
Arten blir 157 till 200 mm lång (huvud och bål), har en 14 till 27 mm lång svans och 27 till 35 mm långa bakfötter. Djuret saknar yttre öron och den korta svansen är täckt av styva hår. På andra kroppsdelar är pälsen mjuk och tät. Den har på ovansidan och undersidan en brun färg. På ryggen kan det finnas en silvergrå skugga. Påfallande är en stor vit fläck på huvudets främre del. Hos några exemplar saknas denna fläck. De nakna händer och fötter är utrustade med kraftiga klor. Det finns även vita ögonringar.
Gångarna av tunnelsystemet kan tillsammans vara upp till 315 meter långa. Jorden som kastas ut bildar högar som är 20 till 25 cm breda och 7 till 10 cm höga. I boet finns en kammare som fodras med gräs och andra växtdelar. Födan utgörs främst av rötter från Dioscorea abyssinica samt i viss mån av andra växtdelar.